# O Menino e o Mundo
O Menino e o Mundo là phim hoạt hình của Brasil năm 2013 do Filme de Papel sản xuất và được phân phối bởi Espaço Filmes. Bộ phim được đề cử trong hạng mục Phim hoạt hình hay nhất tại lễ trao giải Oscar lần thứ 88.

## Lồng tiếng
- Vinicius Garcia vai Cuca (Menino)
- Felipe Zilse vai Chàng trai trẻ (Jovem)
- Alê Abreu vai Ông già (Velho)
- Lu Horta vai Mẹ của Cuca (Mãe)
- Marco Aurélio Campos vai Cha của Cuca (Pai)
- Cassius Romero vai Chó (Cachorro)

## Tiếp nhận

### Đánh giá chuyên môn
Trên trang mạng tổng hợp kết quả đánh giá Rotten Tomatoes, O Menino e o Mundo đạt mức đánh giá 93% dựa theo 57 ý kiến, với điểm trung bình là 7,8/10. Trên trang Metacritic, phim nhận được điểm trung bình 80 trên 100, dựa theo ý kiến của 18 nhà phê bình.